# Morococha (distrito)
Morococha é um distrito do peru, departamento de Junín, localizada na província de Yauli.

## Transporte
O distrito de Morococha é servido pela seguinte rodovia:
- PE-22, que liga o distrito de Ate (Província de Lima) à cidade de La Oroya (Região de Junín)[2][3][4]